# Muteba Kidiaba
Robert Muteba Kidiaba (nacido el 1 de febrero de 1976, en Kipushi, República Democrática del Congo) es un exfutbolista congoleño que jugaba en el TP Mazembe. 
Actualmente es el entrenador de porteros del TP Mazembe.
Es conocido por sus buenas paradas y su peculiar celebración cuando su equipo gana o mete goles.

## Trayectoria
Kidiaba ha jugado en el TP Mazembe desde que debutó en 2002 hasta ahora. 
También forma parte de la Selección de fútbol de la República Democrática del Congo, donde ha jugado un total de 21 partidos. 

## Selección nacional

### Participaciones con la selección
| Torneo                                  | Sede              | Resultado        |
| --------------------------------------- | ----------------- | ---------------- |
| Copa Africana de Naciones de 2004       | Túnez             | Primera ronda    |
| Campeonato Africano de Naciones de 2009 | Costa de Marfil   | Campeón          |
| Campeonato Africano de Naciones de 2011 | Sudán             | Cuartos de final |
| Copa Africana de Naciones de 2013       | Sudáfrica         | Primera ronda    |
| Campeonato Africano de Naciones de 2014 | Sudáfrica         | Cuartos de final |
| Copa Africana de Naciones 2015          | Guinea Ecuatorial | Tercer lugar     |

## Palmarés

### Campeonatos nacionales (8)
| Título   | Equipo     | País         | Edición |
| -------- | ---------- | ------------ | ------- |
| Linafoot | TP Mazembe | RD del Congo | 2006    |
| Linafoot | TP Mazembe | RD del Congo | 2007    |
| Linafoot | TP Mazembe | RD del Congo | 2009    |
| Linafoot | TP Mazembe | RD del Congo | 2011    |
| Linafoot | TP Mazembe | RD del Congo | 2012    |
| Linafoot | TP Mazembe | RD del Congo | 2013    |
| Linafoot | TP Mazembe | RD del Congo | 2014    |
| Linafoot | TP Mazembe | RD del Congo | 2016    |

### Campeonatos internacionales (8)
| Título                          | Equipo                       | Sede       | Edición |
| ------------------------------- | ---------------------------- | ---------- | ------- |
| Campeonato Africano de Naciones | Selección de la RD del Congo | Abiyán     | 2009    |
| Liga de Campeones de la CAF     | TP Mazembe                   | Lubumbashi | 2009    |
| Supercopa de la CAF             | TP Mazembe                   | Lubumbashi | 2010    |
| Liga de Campeones de la CAF     | TP Mazembe                   | Túnez      | 2010    |
| Supercopa de la CAF             | TP Mazembe                   | Lubumbashi | 2011    |
| Liga de Campeones de la CAF     | TP Mazembe                   | Lubumbashi | 2015    |
| Supercopa de la CAF             | TP Mazembe                   | Lubumbashi | 2016    |
| Copa Confederación de la CAF    | TP Mazembe                   | Lubumbashi | 2016    |

- Subcampeón de la Copa Mundial de Clubes de la FIFA (1): 2010
- Subcampeón de la Copa Confederación de la CAF (1): 2013